# Frederik Bloemaert
Pour les articles homonymes, voir Bloemaert.
Frederik Bloemaert (Utrecht, ca. 1614-1617 – 1690) est un graveur et dessinateur néerlandais.

## Biographie
Frederik Bloemaert est né à Utrecht vers 1614-1617.
Il apprend la gravure de son père, Abraham Bloemaert et devient actif à partir de 1629,.
Il publie son Oorspronkelyk, un célèbre livre de dessins illustré de 120 ou 173 estampes d'après son père, vers 1650-1656. En 1723, Bernard Picart le republie, édité par Reinier & Josua Ottens. Il a aussi produit des gravures suivant la technique du clair-obscur. Il a souvent signé les gravures d'après son père ainsi : « A. Bloem. inv. F. B. filius fecit », et d'autres « F. B. ».
Frederik Bloemaert est mort le 11 juin 1690 à Utrecht, où il est enterré dans la cathédrale Sainte-Catherine.

Œuvres de Frederik Bloemaert
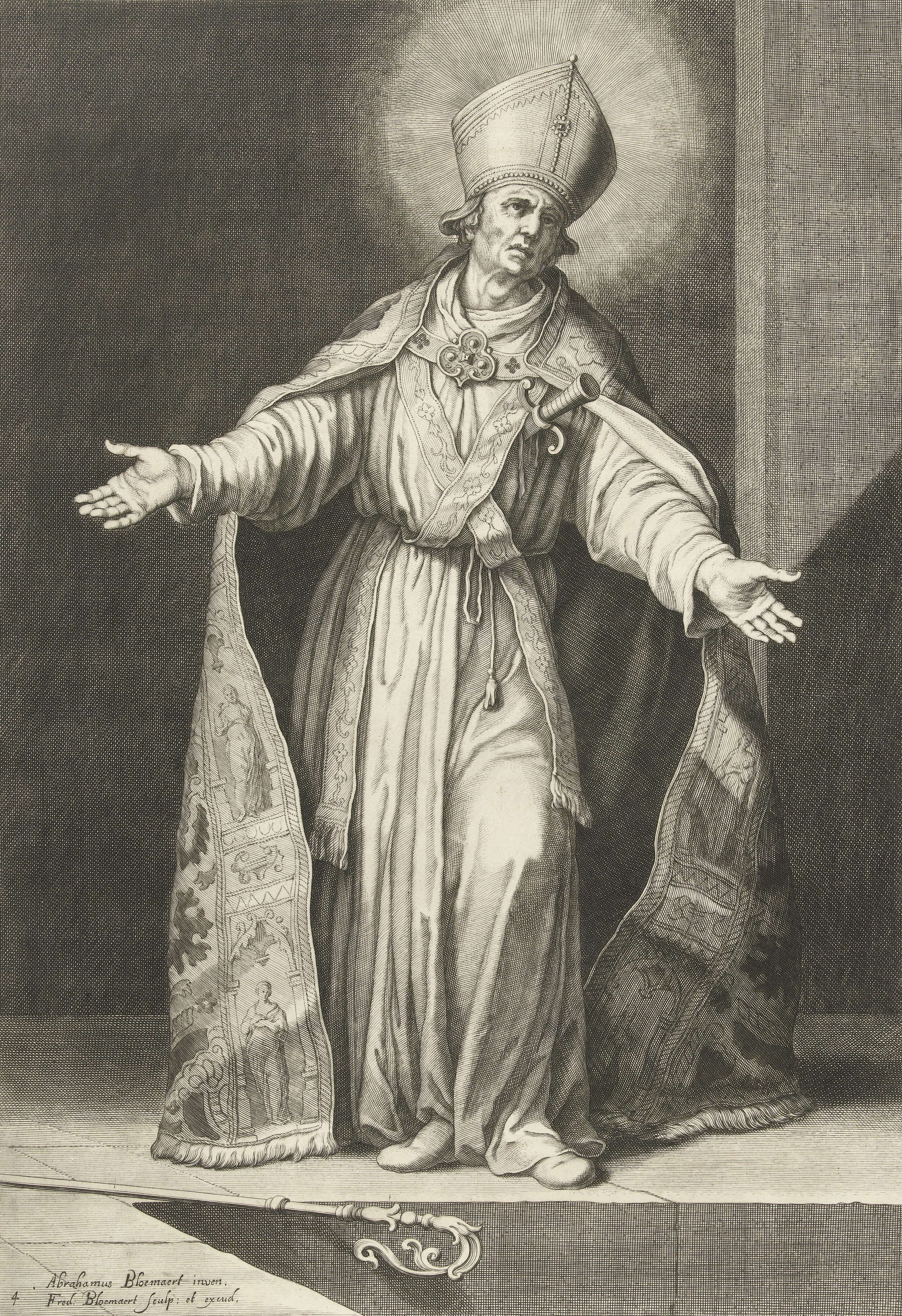
Saint Frédéric d'Utrecht, ca. 1630.
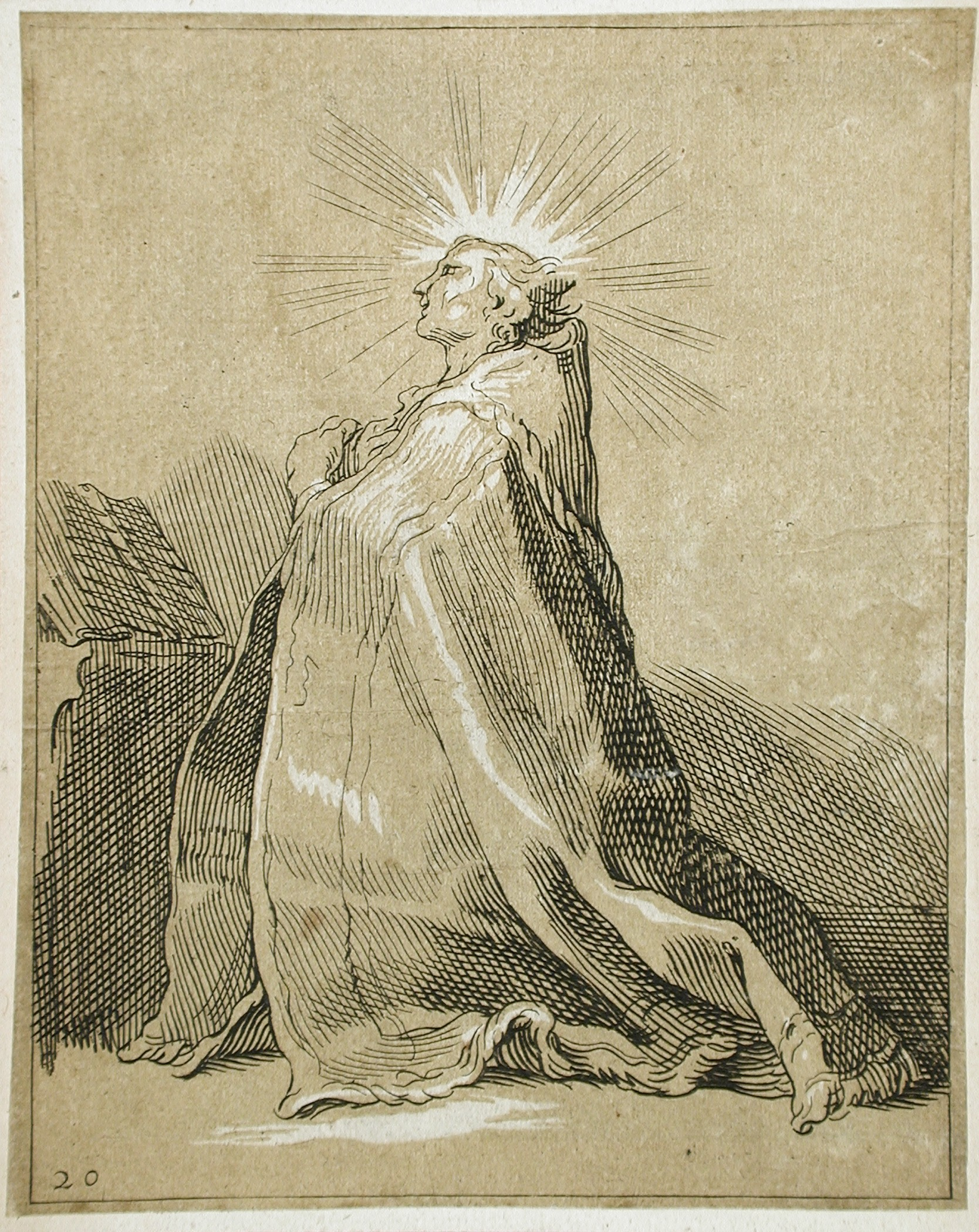
Saint à genoux, av. 1652 (musée d'art du comté de Los Angeles).
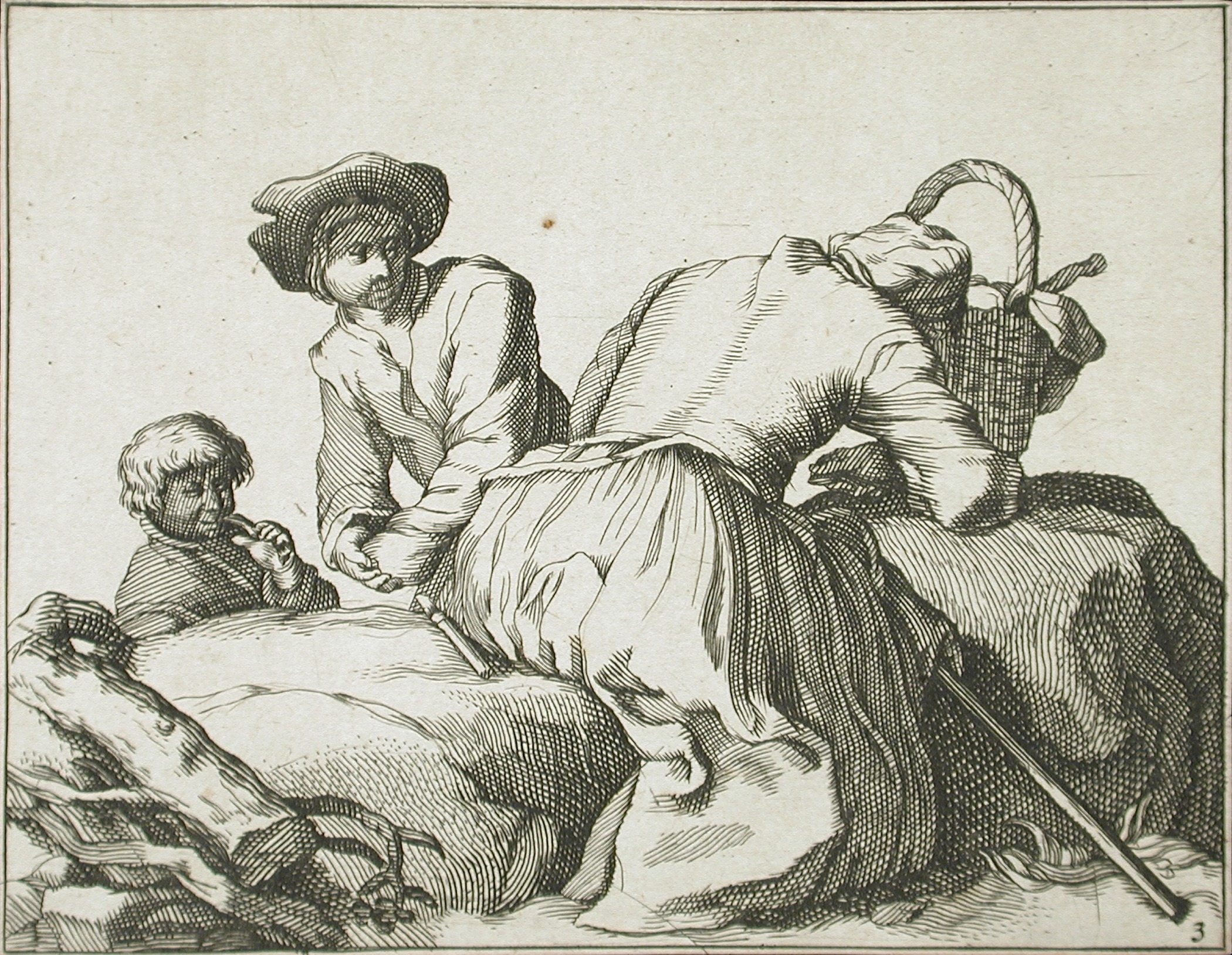
Famille de paysans, n. d. (musée d'art du comté de Los Angeles).
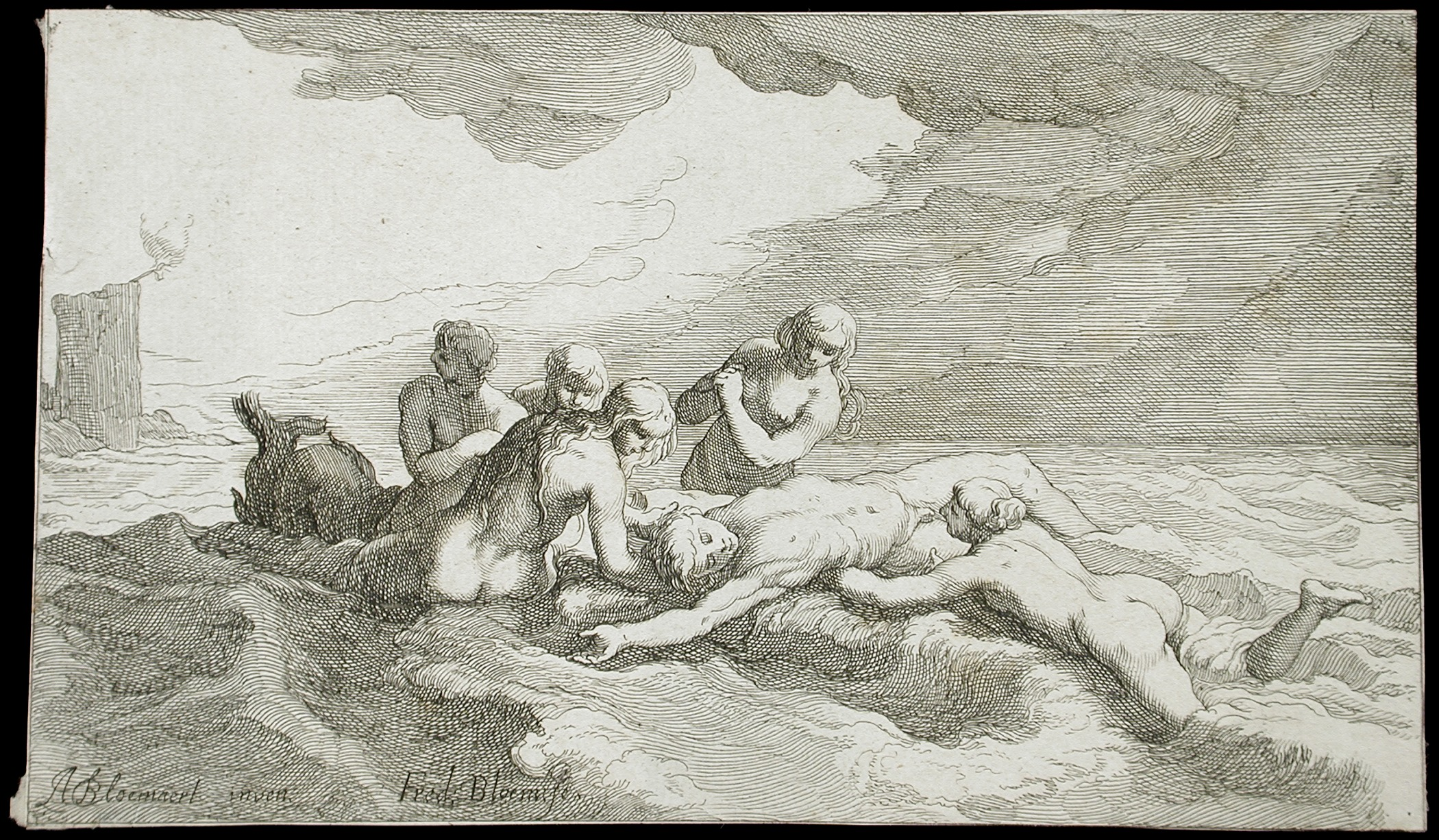
Hero et Leandre, n. d. (musée d'art du comté de Los Angeles).